# 크리스티안 크라흐트

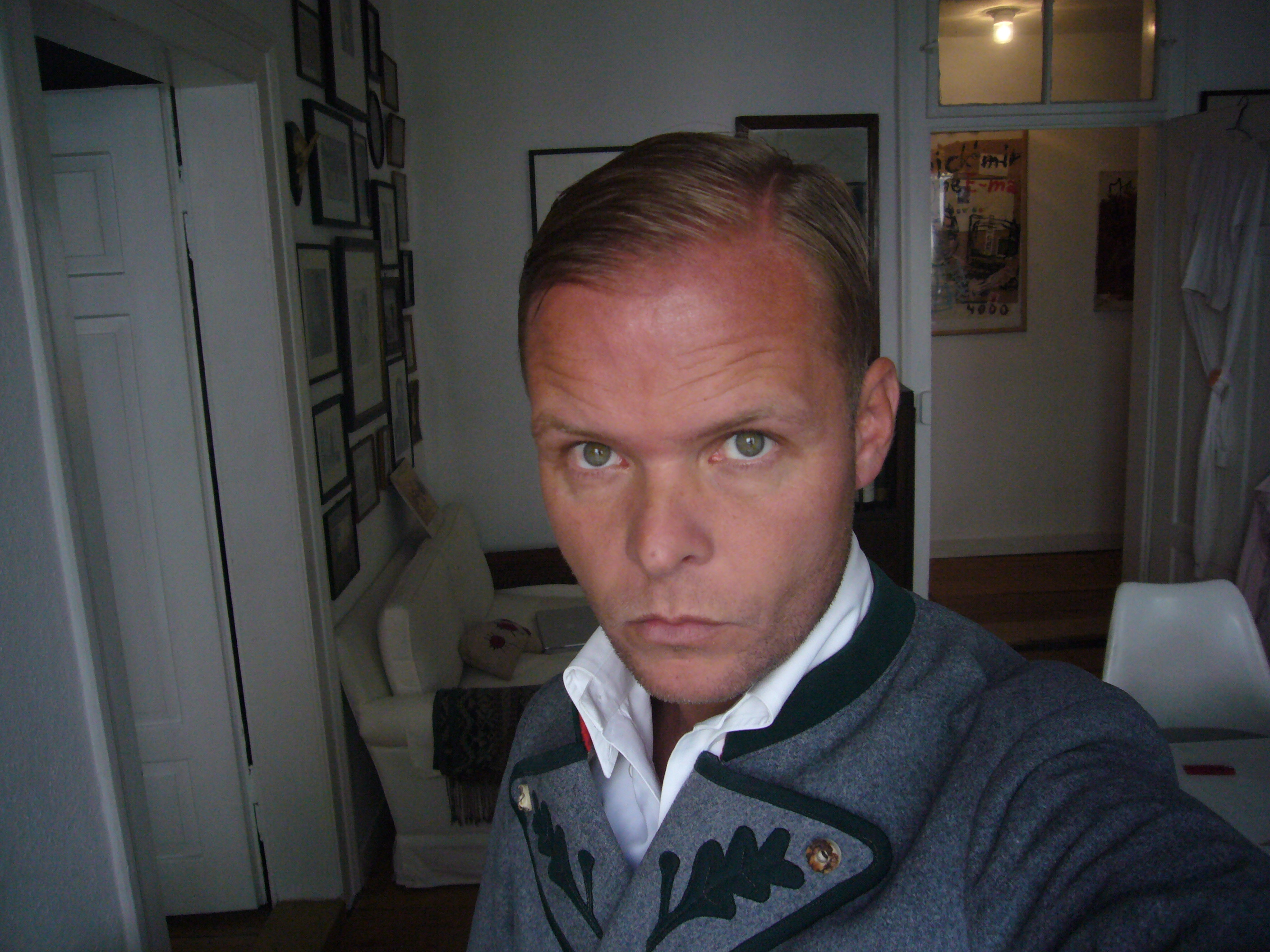
크리스티안 크라흐트

크리스티안 크라흐트(Christian Kracht 1966년 12월 29일 스위스 자넨 출생)는 스위스 작가이자 언론인이다.

## 생애
크리스티안 에두아르트 크라흐트는 스위스 베르너 오버란트에서 1966년 12월 29일에 태어났다. 아버지 크리스티안 크라흐트는 악셀 슈프링어 출판사의 오랜 편집자이자 고위 간부로 일했다. 크라흐트는 스위스, 프랑스, 미국, 캐나다 등지에서 학교를 다녔고, 뉴욕의 세라 로런스 대학교를 졸업했다. 슈피겔 지 등 독일 유수 신문, 잡지의 기자, 통신원 등으로 활동했으며 방콕에 몇 년 간 거주하면서 아시아 여러 국가들을 여행했다. 그는 아시아 여행기를 『디 벨트 암 존탁』에 연재하였으며, 이는 후에 『노란 연필』이라는 제목의 책으로 출간되었다. 크라흐트는 1995년에 소설 『파저란트』를 출간하며 소설가로 데뷔했다. 이 데뷔작은 출간 즉시 비상한 관심과 논쟁을 불러일으켰으며, 이른바 독일 '팝문학'의 출발을 알린 작품으로 평가되기에 이른다. 그는 이후 『1979』 『나 여기 있으리 햇빛 속에 그리고 그늘 속에』,『제국』등의 소설을 발표했다. 그는 2006년에는 북한을 방문한 뒤 사진집 『총체적 기억―김정일의 북한』을 출간하기도 했다. 2009년에 주한 독일문화원의 초청으로 방한하여 연희문학창작촌에 체류한 바 있다.

## 작품 목록
- Faserland (장편소설), 1995 (한국어판: 파저란트, 문학과지성사, 2012)
- Ferien für immer (여행기 - 에크하르트 니켈과 공저), 1998
- Mesopotamia. Ein Avant-Pop-Reader (편저 - 젊은 작가들의 단편선), 1999
- Tristesse Royale (요아힘 베싱, 에크하르트 니켈, 알렉산더 폰 쇤부르크, 벤야민 폰 슈투크라트-바레와의 대화), 1999
- Der gelbe Bleistift (노란 연필, 여행기), 2000
- 1979 (장편소설), 2001
- Die totale Erinnerung. Kim Jong Ils Nordkorea (총체적 기억. 김정일의 북한. 사진집. 에파 문츠와 루카스 니콜과 공저), 2006.
- New Wave. Ein Kompendium 1999-2006 (단편소설과 르포들), 2006
- Metan (잉고 니어만과 공저), 2007
- Ich werde hier sein im Sonnenschein und im Schatten (장편소설 - 대체 역사 소설), 2008 (한국어판: 나 여기 있으리 햇빛 속에 그리고 그늘 속에, 문학과지성사, 2012)
- Gebrauchsanweisung für Kathmandu und Nepal (카트만두와 네팔 사용 설명서. 네팔 여행 안내서 - 아크하르트 니켈과 공저), 2009
- Five Years: Briefwechsel 2004-2009. 1권: 2004-2007 - with David Woodard, 2011 (데이비드 우다드와의 편지 모음)
- Imperium (장편소설), 2012 (한국어판: 제국, 문학과지성사, 2014)

## 크라흐트에 관한 한국 연구 논문과 글
- 김응준, 인류문명의 사라짐 또는 그 이후 - 크리스티안 크라흐트의 『1979』, 뷔히너와 현대문학 37호, 2011
- 김태환, 유토피아의 뒤편 (『나 여기 있으리, 햇빛 속에 그리고 그늘 속에』 해설), 문학과지성사 2012
- 김태환, 바버 재킷을 입은 작가 또는 명품 시대의 문학 (『파저란트』한국어판 해설), 문학과지성사 2012
- 박희경, 크리스티안 크라흐트의 탈역사 문학 -소설 『나 여기 햇빛 속과 그늘 아래 있으리라』를 중심으로 살펴보는 소멸의 판타지로서 크라흐트의 문학, 독일문학 120호, 2011
- 박희경, 팝모던 댄디의 스타일링 -크라흐트의 소설 『파저란트』를 중심으로 본 팝문학에 나타난 자아정체성 문제, 독일문학 113호, 2010
- 윤미애, 1990년대 독일 문학담론에 나타난 기상 변화 -크라흐트의 소설 『파저란트』를 중심으로, 독일언어문학 43호, 2009
- 정인모, 크리스티안 크라흐트에 나타난 새로운 팝문학, 코기토 68호, 2010
- 정항균, 후기 자본주의 사회 비판과 유토피아의 환상 폭로 -크리스티안 크라흐트의 『파저란트』를 중심으로, 뷔히너와 현대문학 38호, 2012
- 허영재, 문학적 모범 또는 표절? 『파저란트』와 『아메리칸 사이코』의 비교 분석, 코기토 70호, 2011
- 구연정, 포스트휴머니즘 시대의 혼종성의 미학-크리스티안 크라흐트의 『나 여기 있으리 햇빛 속에 그늘 속에』(2008)를 중심으로, 뷔히너와 현대문학 41호, 2013
- 임석원, 크라흐트의 소설과 미메시스적 정체성, 독일어문화권연구(Zeitschrift fur Deutschsprachige Kultur & Literaturen) 24호, 2015